# Hembygdsgården Holen

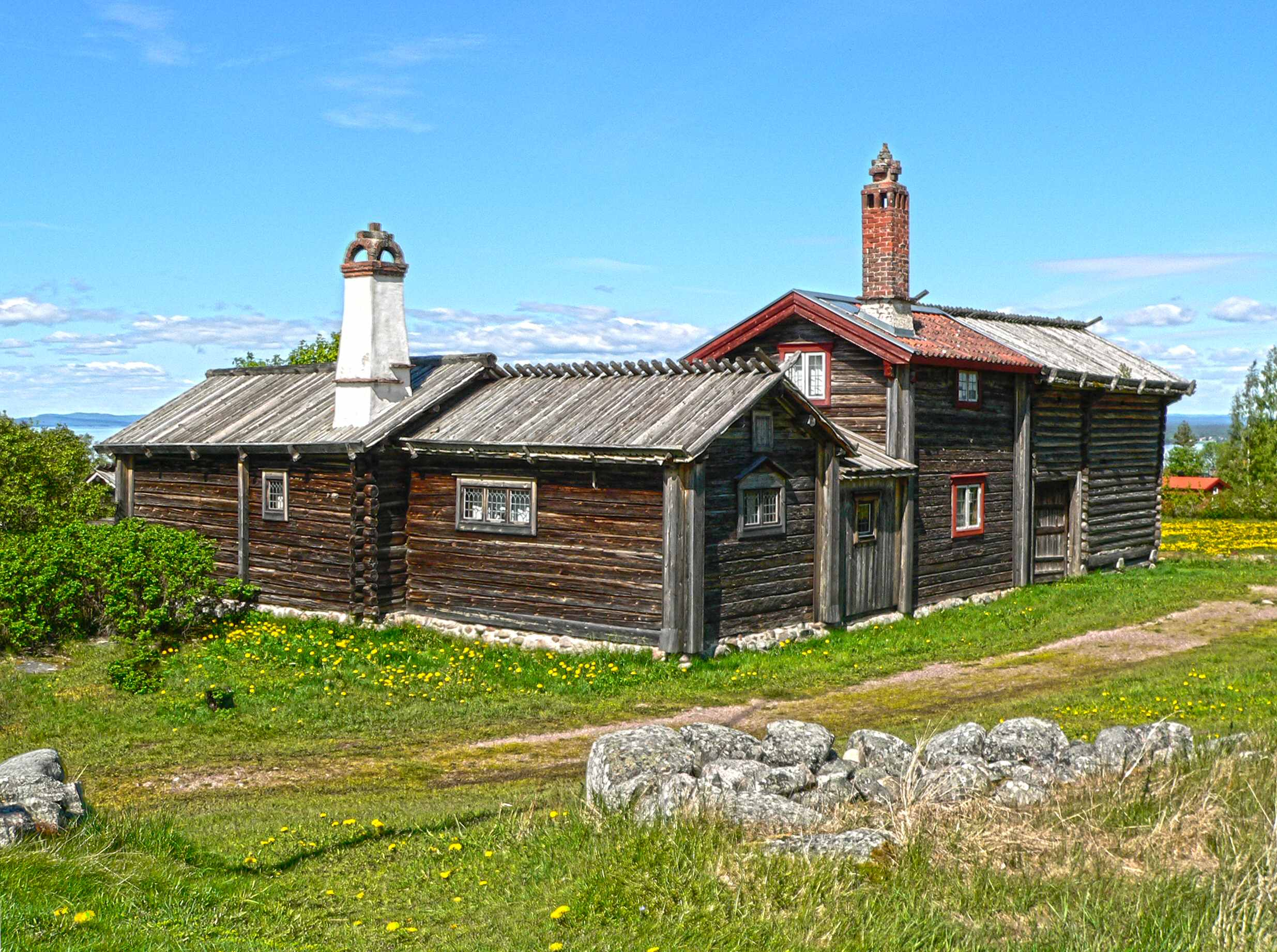
Holen

Hembygdsgården Holen skapades av konstnären och hembygdsforskaren Gustaf Ankarcrona omkring 1910.
Gustaf Ankarcronas intresse för den traditionella folkliga kulturen i Dalarna väcktes vid en hemslöjdsutställning i Gävle 1901. Samma år flyttade han till Dalarna. År 1908 köpte han området Spegel-Holen i Tällberg, där han bosatte sig och där han samlade ditflyttade timmerbyggnader från bygderna runt om. 
Han propagerade för bygdens hemslöjdstraditioner och för bildandet av hembygdsföreningar. 
Holen skänktes 1920 till Leksands hemslöjdsförening och öppnades för besökare 1934. Numera ägs gården av Leksands kommun. Den är sedan 1985 ett byggnadsminne. 

## Byggnader i urval
- Tvåvåningsstuga från Lassasgården i Björken, från 1800-talet. Stugan användes av Gustaf Ankarcrona som bostad.
- Loftbod från Sjönsgården i Siljansnäs, från 1610–30. Den kommer ursprungligen troligen från Grytnäs
- Trösklada från Middagsbo fäbodar, tillhörande Brändgården i Laknäs, från början av 1700-talet
- Fähus från Middagsbo fäbodar, tillhörande Svedugården i Tällberg, från början av 1700-talet
- Stall från Skom Larsgården i Tällberg, med portlider och dass, från 1705
- Dubbelbod från Hjulbäck, som tidigare stått i Fornby, från mitten av 1600-talet
- Mjölkbod från Gansåsens fäbodar, tillhörande Halvarsgården i Laknäs, från 1827
- Dubbelbod från Lassasgården i Västanvik
- Dubbelbod från Skom Larsgården i Tällberg
- Härbre från Ingbergsgården i Laknäs, från 1694
- Byggnad, som nu är kaffestuga. Den är en parstuga från mitten av 1800-talet från Sjugare